# Закиянка
Закиянка (Киянка) — річка у Глуховецькій громаді[джерело?] Хмільницького району Вінницької області, ліва притока Гуйви, басейн Тетерева.

## Опис
Довжина річки — 16 км, площа басейну — 94,7 км², в тому числі у межах Вінницької області: довжина — 16 км, площа басейну — 80 км².
Населені пункти вздовж берегової смуги: Гурівці, Пузирки, Панасівка, Білопілля. Впадає в річку Гуйву за 85 км від її гирла, біля с. Кашперівка.

## Притоки
- Річка без назви  — ліва притока. Тече через село Великі Гадомці[3].

- Струмок Свинюха — ліва притока. Довжина — 6 км, площа басейну — 11,2 км². Тече через с. Садки[1].

- Ородища - притока у селі Білопілля.[4]